# یحیی الهادی الی الحق
یحیی بن الحسین الهادی الی الحق (۸۵۹–۹۱۱ میلادی) از رهبران سیاسی و مذهبی جزیره العرب بود. او اولین امام شیعه زیدی بود که بر بخشهایی از یمن حکومت کرد و جانشینانش از خاندان رسی به‌طور متناوب قدرت را تا سال ۱۹۶۲ در یمن در دست داشتند. او سید و نوه قاسم بن ابراهیم الرسی بود.